# Przysucha (stacja kolejowa)
Przysucha – stacja kolejowa w Skrzyńsku w pobliżu Przysuchy, w województwie mazowieckim, w Polsce.

## Ruch pasażerski

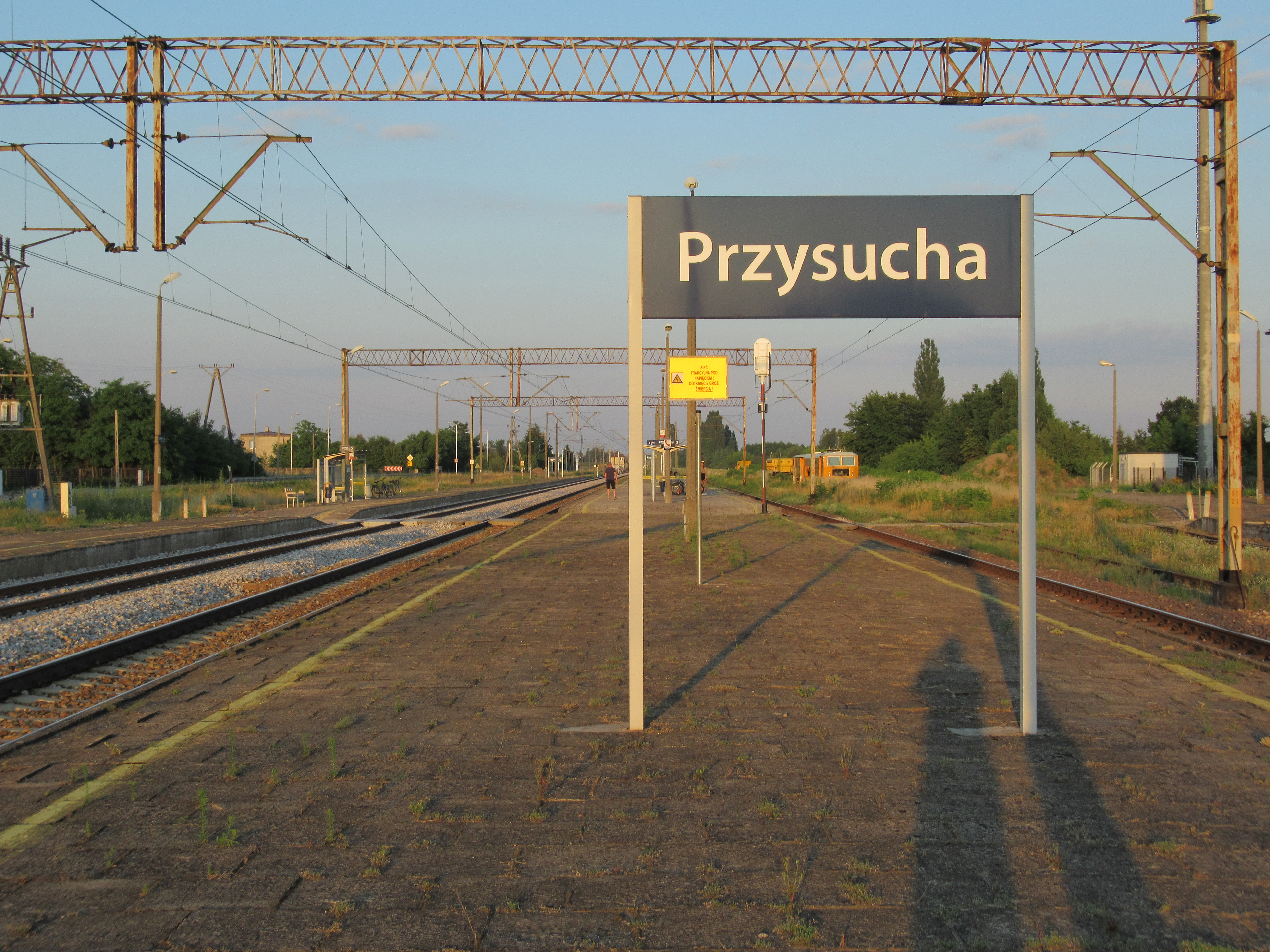
Peron i tablica z nazwą stacji

| Rok  | Wymiana pasażerska na dobę |
| ---- | -------------------------- |
| 2017 | 0-9                        |
| 2022 | 50-99                      |